# Chris J. L. Doran
Chris J. L. Doran este un fizician din Marea Britanie, director de studii în Științe naturale la Sidney Sussex College, Cambridge. El a fondat și conduce compania <<Geometrics>>. 
Doran este PhD din anul 1994 cu un subiect de geometrie algebrică și aplicații în fizica matematică.
A fost bursier  Engineering and Physical Sciences Research Council (EPSRC), care este fundația guvernamentală a Marii Britanii ( British Research Council), în domeniul științelor inginerești și fizice între anii 1999-2004. În anul 2004 a fost bursier Enterprise al Fundației regale din Edinburgh. Împreună cu  Anthony N. Lasenby, Joan Lasenby și Steve Gull au contribuit la sporirea interesului din partea comunității de fizicieni pentru metodele matematice, ale geometriei algebrice  și ale geometriei. Aceste metode au fost rediscoperite ulșterior de către David Hastenes, care s-a bayat pe lucrările clasice ale lui  William Kingdon Clifford și Hermann Grassmann. În anul 1998 acesta a propus în colaborare cu  Anthony N. Lasenby și Steve Gull o teorie gauge (de calibrare) a gravitației.
În anul 2005 a creat o companie de software <<Geometrics>>. 
Interesele sale '
științifice converg spre matematica aplicată, fizica teoretică și, în particular, a gravitației, teoriei cuantice și a geometriei computaționale. 
Doran este coautorul a circa 50 de articole științifice și a câtorva monografii.